# Acomys ignitus
Acomys ignitus  (Dollman, 1910) è un roditore della famiglia dei Muridi diffuso nell'Africa orientale.

## Descrizione

### Dimensioni
Roditore di piccole dimensioni, con la lunghezza della testa e del corpo tra 92 e 114 mm, la lunghezza della coda tra 70 e 85 mm, la lunghezza del piede tra 14,5 e 19 mm e la lunghezza delle orecchie tra 14,5 e 19 mm.

### Aspetto
La pelliccia è composta da sottili peli spinosi sulla testa, le spalle e il dorso, mentre sono più larghi ed appiattiti sulla groppa. Le parti superiori sono bruno-arancioni con la base dei peli grigia, più brillanti lungo i fianchi, mentre le parti inferiori e il dorso delle zampe sono bianchi. La linea di demarcazione lungo i fianchi è netta. Il muso è appuntito. La coda è più corta della testa e del corpo, uniformemente grigio-argentata cosparsa di piccole setole nerastre sopra e biancastre sotto. Il cariotipo è 2n=36 FN=66-68.

## Biologia

### Comportamento
È una specie terricola.

### Alimentazione
Si nutre di insetti.

### Riproduzione
Danno alla luce 1-2 piccoli alla volta.

## Distribuzione e habitat
Questa specie è diffusa nella Tanzania nord-orientale e nel Kenya meridionale.
Vive in zone rocciose all'interno di savane secche tra 700 e 1.000 metri di altitudine.

## Conservazione
La IUCN Red List, considerato il vasto areale e la popolazione numerosa, classifica A.ignitus come specie a rischio minimo (Least Concern).